# عبدالرحیم عبدالحمید
عبدالرحیم عبدالحمید (به انگلیسی: Abdulrahim Abdulhameed) زاده ۳۱ مارس ۱۹۹۰ است. او تکواندوکار کشور بحرین است.